# Mitglied auf Lebenszeit
Mitglied auf Lebenszeit (Originaltitel: Members Only) ist die erste Episode der finalen, sechsten Staffel der HBO-Serie Die Sopranos, die am 12. März 2006 erstmals auf HBO in den Vereinigten Staaten ausgestrahlt wurde.

## Handlung
Ungefähr zwei Jahre sind vergangen, Agent Harris ist von seinem Auftrag aus Pakistan zurück, Vito Spatafore hat stark abgenommen, Bobby Baccalieri, dessen neues Hobby die Modelleisenbahn ist, hat mit Janice Soprano ein Kind bekommen, Eugene Pontecorvo und seine Frau Deanne erben zwei Millionen Dollar. Bei den Sopranos ist allerdings alles beim alten geblieben: Meadow Soprano ist mit Finn DeTrolio verlobt, Anthony Soprano, Jr. weiterhin an der Schule desinteressiert und Carmela Sopranos Haus unfertig. Allerdings ist Juniors Demenz stark fortgeschritten.
Seit Johnny Sack im Gefängnis sitzt, ist Phil Leotardo der Interims-Boss der Lupertazzi-Familie. Als Hesh Rabkin und sein Schwiegersohn von Mitgliedern der Lupertazzi-Familie zusammengeschlagen werden, versucht Tony die Angelegenheit über einen Mittelsmann mit seinem Freund Johnny Sack aus der Welt zu schaffen. Der hat im Knast allerdings andere Sorgen und so muss die DiMeo-Familie unter Tony mit Phil verhandeln. Zwar lässt sich Phil auf einen Deal ein, der eine Zahlung an Heshs Schwiegersohn vorsieht, und wird von Tony intern dafür geschätzt, allerdings sind dessen Mordpläne gegenüber Christopher nicht vergessen.
Eugene Pontecorvo hat von seiner Tante über zwei Millionen Dollar geerbt, was ihm und seiner Frau Deanne den Traum ermöglichen würde, sich in Fort Myers, Florida zur Ruhe zu setzen. Er wird von ihr, die nicht länger im Umfeld des Mobs leben will, unter Druck gesetzt die Umsiedlung umzusetzen. Sein Gesuch bei seinem Boss Tony, aus der Mafia ausscheiden zu dürfen, wird allerdings abschlägig beschieden. Nachdem Eugene einen Auftragsmord für Christopher ausgeführt hat, wird er auch vom FBI, das gerade einen wichtigen Informanten verloren hat, unter Druck gesetzt. Auch dieses verbietet ihm das Rentnerdasein in Florida. Eugene erhängt sich daraufhin in seinem Keller.
Juniors Demenz lässt ihn glauben, sein alter Erzfeind „Little Pussy“ Malanga, der bereits vor sechs Jahren getötet wurde, bekämpfe ihn. Als Tony am Abend Juniors Haus betritt, glaubt dieser von Malanga überfallen zu werden. Junior schießt Tony nieder und versteckt sich daraufhin im Kleiderschrank. Mit letzter Kraft kann Tony den Notruf wählen, bevor er das Bewusstsein verliert.

## Besetzung

### Hauptdarsteller
- James Gandolfini: Tony Soprano
- Lorraine Bracco: Dr. Jennifer Melfi
- Edie Falco: Carmela Soprano
- Michael Imperioli: Christopher Moltisanti
- Dominic Chianese: Corrado Soprano, Jr.
- Steven Van Zandt: Silvio Dante
- Tony Sirico: Paulie Gualtieri
- Robert Iler: Anthony Soprano, Jr.
- Jamie-Lynn Sigler: Meadow Soprano
- Aida Turturro: Janice Soprano
- Steven R. Schirripa: Bobby Baccalieri
- Vincent Curatola: Johnny Sack
- Frank Vincent: Phil Leotardo
- John Ventimiglia: Artie Bucco
- Dan Grimaldi: Patsy Parisi
- Joseph R. Gannascoli: Vito Spatafore
- Toni Kalem: Angie Bonpensiero

### Gastdarsteller
- Jerry Adler: Hesh Rabkin

### Nebendarsteller
- Drea de Matteo: Adriana La Cerva
- Frankie Valli: Rusty Millio
- Robert Funaro: Eugene Pontecorvo
- Tom Aldredge: Hugh De Angelis
- Sharon Angela: Rosalie Aprile
- John Bianco: Gerry Torciano
- Denise Borino: Ginny Sacrimoni
- Joe Caniano: Teddy Spirodakis
- Carl Capotorto: Little Paulie
- Max Casella: Benny Fazio
- Greg D'Agostino: Jimmy Lauria
- Suzanne Di Donna: Deanne Pontecervo
- Danielle Di Vecchio: Barbara Soprano Giglione
- Will Janowitz: Finn DeTrolio
- Michael Kelly: Agent Goddard
- George Loros: Raymond Curto
- Lou Martini, Jr.: Anthony Infante
- Arthur J. Nascarella: Carlo Gervasi
- Matt Pepper: Agent Gosling
- Anthony Ribustello: Dante Greco
- Thomas Russo: Robbie Pontecorvo
- Matt Servitto: Agent Dwight Harris
- Daniel Stewart Sherman: Ron Senkowski
- David Shumbris: Eli Kaplan
- Tracey Silver: Beth Kaplan
- Lenny Venito: James „Murmur“ Zancone
- Karen Young: Agent Robyn Sanseverino
- Nick Annunziata: Eddie Pietro
- Ai Kiyono: Sushi Waitress
- Brianna und Kimberly Laughlin: Domenica Baccalieri
- Grace Van Patten: Ally Pontecorvo

## Bedeutung des Titels
Der Titel „Mitglied auf Lebenszeit“ bezieht sich auf die Nebenhandlung um Eugene Pontecorvo, der in der Episode lernen muss, dass er aus der DiMeo-Familie nicht aussteigen kann, und sich schließlich das Leben nimmt. Der englische Originaltitel „Members Only“ ist namensgleich einer Bekleidungsmarke, deren Jacke Eugene Pontecorvo trägt.

## Hintergrund
Bei dem Film, den Junior in dieser Episode im Fernsehen schaut, handelt es sich um Wege zum Ruhm von Stanley Kubrick.
In der Montagesequenz am Beginn der Episode und über dem Abspann ist der Song „Seven Souls“ der Band Material mit der Stimme des Autors William S. Burroughs, der aus seiner Novelle The Western Lands vorliest, zu hören. Im Sushi-Restaurant klingt das Lied „Ride a White Horse“ von Goldfrapp aus dem Hintergrund. Bei dem Song in Eugenes Autoradio handelt es sich um „Dreaming“ der Band Blondie. Als Junior auf Tony schießt ist „Comes Love“ des Komponisten Artie Shaw, gesungen von Helen Forrest, zu hören.

## Auszeichnungen
Terence Winter erhielt als Autor einen Emmy für das „Beste Drehbuch einer Dramaserie“ für diese Episode.